# Leptomeninge
La leptomeninge es la cubierta fina que, bajo la duramadre, recubre al encéfalo y a la médula espinal. El conjunto de estas dos membranas, la aracnoides y la piamadre, recibe el nombre de leptomeninge.